# Drassanes d'Antigua
Les Drassanes de Nelson, conegudes localment com a Nelson's Dockyard, són un lloc de inscrit a la llista del Patrimoni de la Humanitat i un port esportiu a English Harbour, Antigua. És part del Parc Nacional de les drassanes de Nelson, que també conté Clarence House i Shirley Heights. Porta el nom d'Almirant Horatio Nelson, que va viure a la drassana naval de 1784 fins a 1787, la drassana de Nelson és la seu d'alguns dels esdeveniments de vela d'Antigua com l'Antigua Sailing Week i la Reunió del iot Antigua, així com el Campionat Internacional de classe optimist del 2015 i 2016 d'Amèrica del Nord.

## Galeria

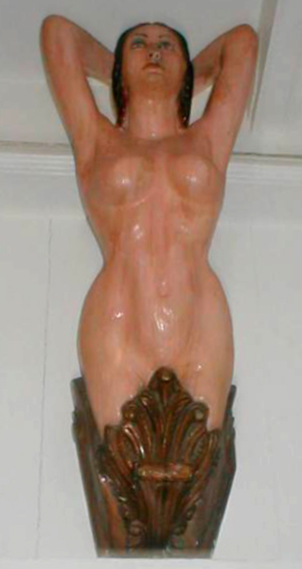
Mascaró de proa a les drassanes, illa d'Antigua
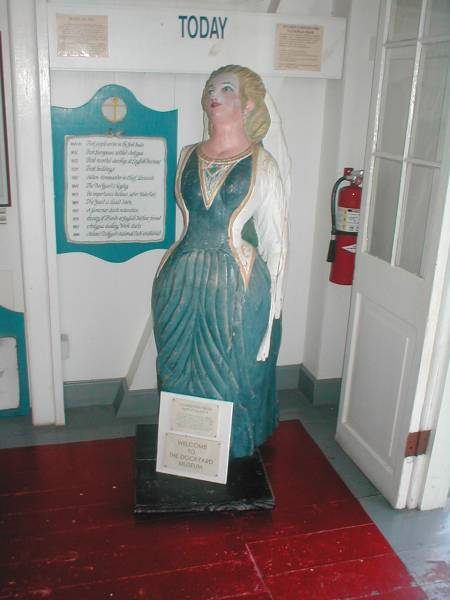
Mascaró de proa a les drassanes, illa d'Antigua
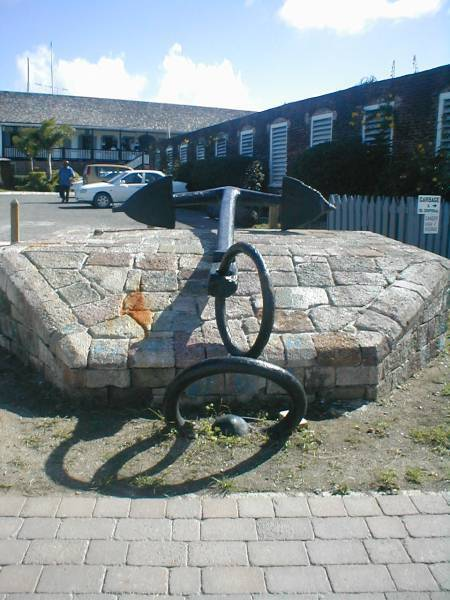
Àncora a les Drassanes d'Antigua
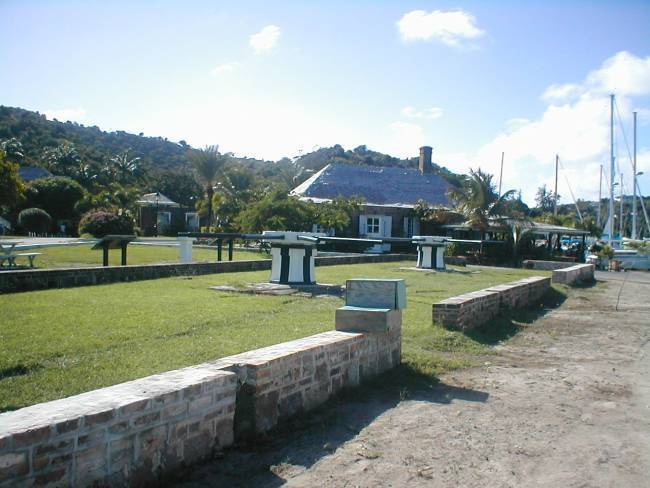
Nelson's Dockyard: capstans within the remains of the Capstan House, galley behind
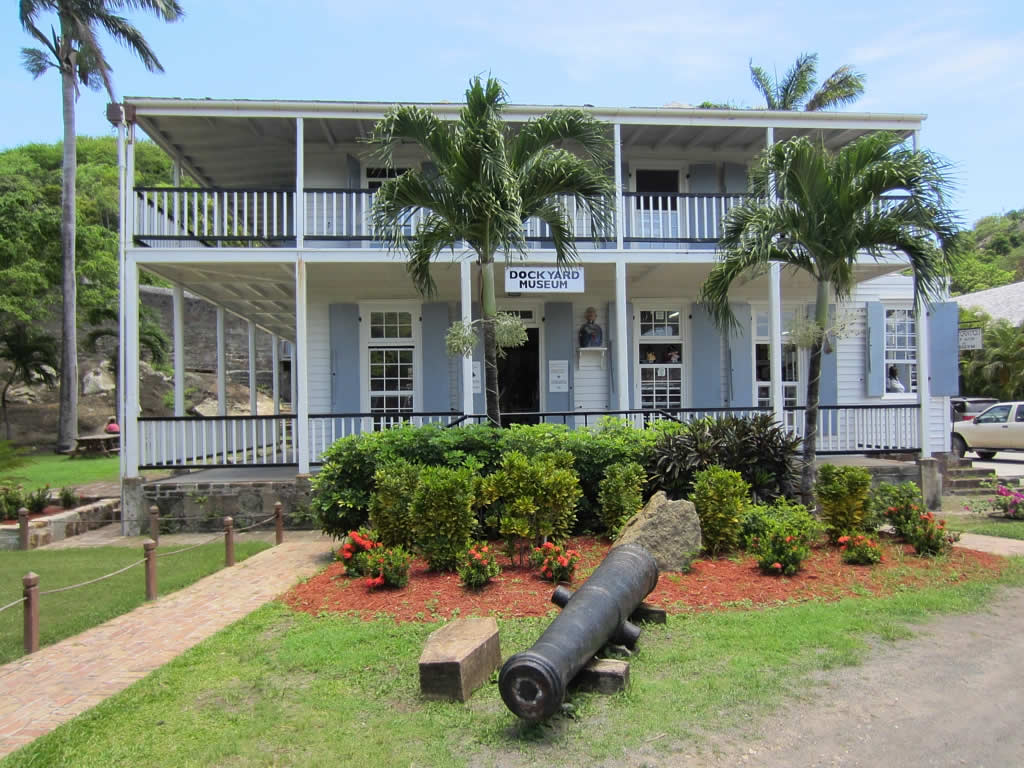
Former Naval Officer's House (now the Dockyard Museum)
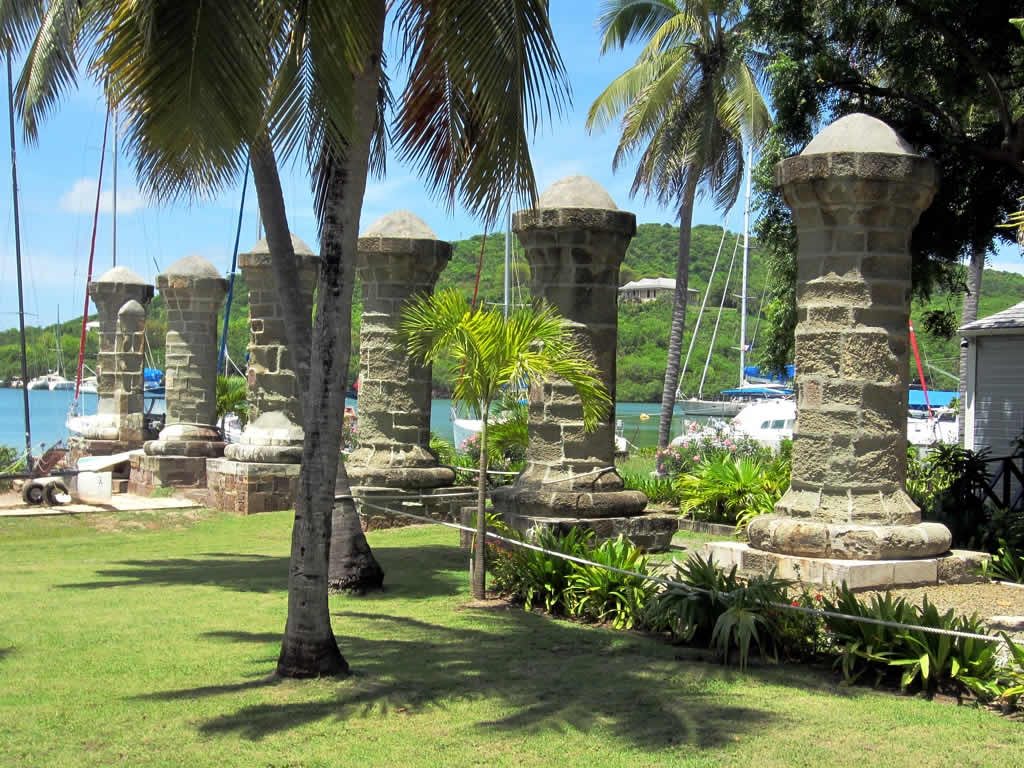
Remains of former Boat House & Sail Loft, which lost its roof in a hurricane in 1871